# Nephalius cassus
Nephalius cassus är en skalbaggsart som beskrevs av Newman 1841. Nephalius cassus ingår i släktet Nephalius och familjen långhorningar. Inga underarter finns listade i Catalogue of Life.